# Прохорово (Болгарія)
Прохо́рово (болг. Прохорово) — село в Сливенській області Болгарії. Входить до складу общини Нова Загора.

## Населення
За даними перепису населення 2011 року у селі проживала 161 особа.
Національний склад населення села:
| Національність   | Кількість осіб | Відсоток |
| ---------------- | -------------- | -------- |
| болгари          | 136            | 85,5 %   |
| цигани           | 23             | 14,5 %   |
| турки            | 0              | 0 %      |
| інша             | 0              | 0 %      |
| не визначились   | 0              | 0 %      |
| Всього відповіли | 159            |          |

Розподіл населення за віком у 2011 році:
Динаміка населення: